# Liste du patrimoine mondial à Madagascar
Cet article recense les sites inscrits au patrimoine mondial à Madagascar.

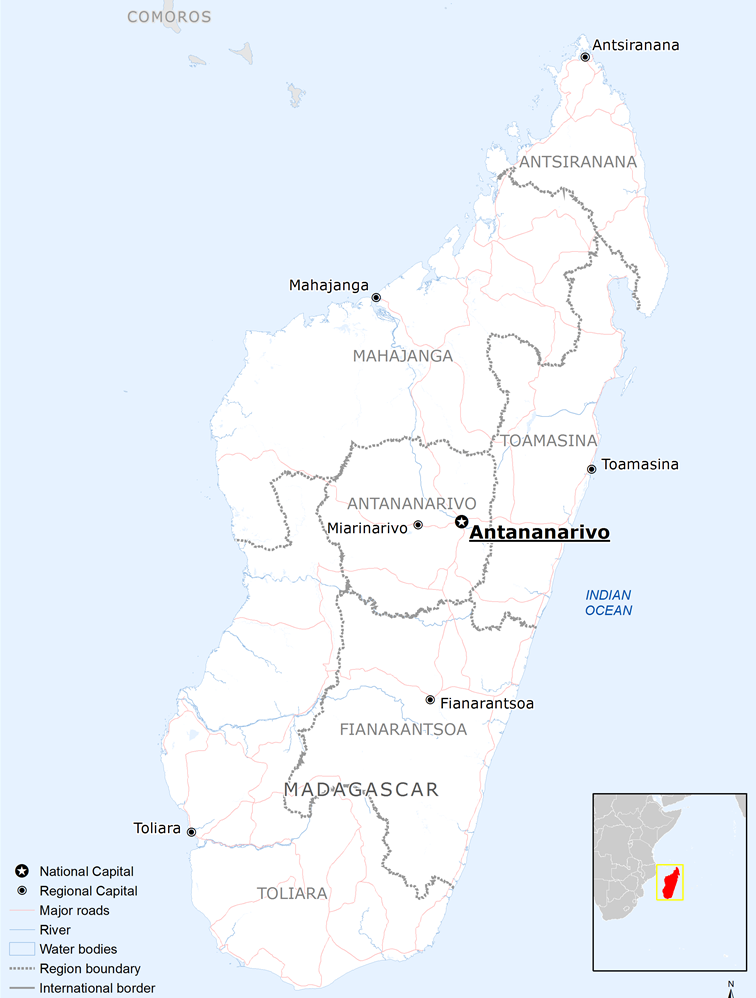
Carte de Madagascar

## Statistiques
Madagascar ratifie la Convention pour la protection du patrimoine mondial, culturel et naturel le 19 juillet 1983. Le premier site protégé est inscrit en 1990. Le pays compte un mandat au Comité du patrimoine mondial, de 2005 à 2009.
En 2023, Madagascar compte 3 sites inscrits au patrimoine mondial, 1 culturel et 2 naturels.
Le pays a également soumis 7 sites à la liste indicative, 3 culturels, 2 naturels et 2 mixtes.

## Listes

### Patrimoine mondial
Les sites suivants sont inscrits au patrimoine mondial :
| Id.  | Site                             | Région                                                                                 | Année     | Superficie (ha) | Critères et notes | Coordonnées | Illus. |
| ---- | -------------------------------- | -------------------------------------------------------------------------------------- | --------- | --------------- | --- | --- | ------ |
| 950  | Colline royale d'Ambohimanga     | Analamanga                                                                             | 2001      | 59              | Culturel, (iii), (iv), (vi) | 18° 45′ 32″ sud, 47° 33′ 47″ est |        |
| 1257 | Forêts humides de l'Atsinanana   | Alaotra-Mangoro, Analanjirofo, Atsinanana, Haute Matsiatra, Sava, Vatovavy, Fitovinany | 2007      | 479 661         | Naturel, (ix), (x) Le site est considéré comme en péril entre 2010 et 2025. Il comprend 13 zones spécifiques des parcs nationaux d'Andohahela, Andringitra, Marojejy, Masoala, Ranomafana et Zahamena (et la réserve naturelle intégrale associée).                                                            | 14° 27′ 35″ sud, 49° 42′ 09″ est 15° 36′ 52″ sud, 50° 10′ 40″ est 15° 09′ 57″ sud, 50° 16′ 18″ est 15° 15′ 44″ sud, 50° 16′ 32″ est 15° 27′ 55″ sud, 50° 11′ 09″ est 15° 34′ 16″ sud, 50° 07′ 32″ est 15° 45′ 39″ sud, 49° 58′ 29″ est 17° 37′ 45″ sud, 48° 43′ 30″ est 21° 05′ sud, 47° 18′ est 21° 07′ sud, 47° 13′ est 21° 11′ sud, 47° 15′ est 22° 13′ 22″ sud, 46° 55′ 44″ est 24° 45′ 10″ sud, 46° 47′ 09″ est |        |
| 494  | Les forêts sèches de l'Andrefana | Atsimo-Andrefana, Boeny, Diana, Melaky                                                 | 1990 2023 | 734 298         | Naturel, (vii), (x) Le bien initial, inscrit en 1990 et qui ne comprenait que la réserve naturelle intégrale du Tsingy de Bemaraha, est renommé après l'ajout de cinq réserves spéciales ou parc nationaux sur la côte occidentale de l'île : Analamerana, Ankarana, Ankarafantsika, Mikea et Tsimanampetsotsa | 18° 40′ 01″ sud, 44° 45′ 00″ est 12° 43′ sud, 49° 32′ est 12° 54′ sud, 49° 07′ est 16° 09′ sud, 46° 57′ est 22° 36′ sud, 43° 24′ est 24° 07′ sud, 43° 50′ est |        |

### Liste indicative
Les sites suivants sont inscrits sur la liste indicative.
| Site                                                                                       | Région           | Type                      | Date | Lien | Notes | Coordonnées | Illus. |
| ------------------------------------------------------------------------------------------ | ---------------- | ------------------------- | ---- | ---- | --- | --- | ------ |
| Sud-Ouest malgache, pays Mahafaly                                                          | Atsimo-Andrefana | Mixte                     | 1997 | 949  | | 24° 10′ S, 45° 04′ E |        |
| Réserve spéciale d'Anjanaharibe-Sud (extension des forêts humides de l'Atsinanana)         | Sava             | Naturel (ix), (x)         | 2008 | 5313 | | 14° 41′ 46″ sud, 49° 27′ 11″ est |        |
| La Haute Ville d'Antananarivo                                                              | Analamanga       | Culturel (ii), (v), (vi)  | 2016 | 6078 | | 18° 55′ 38″ sud, 47° 31′ 58″ est |        |
| Ancien site industriel de Mantasoa                                                         | Analamanga       | Culturel (ii), (iv)       | 2018 | 6302 | Le site comprend 5 éléments : - Maison de Jean Laborde - Tombeau de Jean Laborde - Haut fourneau - Four à cémenter - Bassin de la reine Ranavalona Ire | 19° 01′ 01″ sud, 47° 49′ 59″ est |        |
| Église catholique d'Ambodifotatra de Sainte Marie                                          | Analanjirofo     | Culturel (ii)             | 2018 | 6303 | | 17° 00′ 21″ sud, 49° 50′ 57″ est |        |
| Nosy Lonjo d'Antsiranana                                                                   | Diana            | Mixte (iii), (vii)        | 2018 | 6304 | | 12° 18′ 10″ sud, 49° 19′ 10″ est |        |
| Nosy Nakà (Sahamalaza, Nosy Hara, Nosy Tanikely, Lokobe, Ambodivahibe, Ankarea, Ankivonjy) | Diana            | Naturel (viii), (ix), (x) | 2018 | 6306 | Le site comprend 7 aires marines protégées : - Parc national marin Nosy Hara - Parc national Sahamalaza - Îles Radama - Parc national Lokobe - Parc national Nosy Tanikely - Aire marine protégée d'Ambodivahibe - Aire marine protégée Ankivonjy - Aire marine protégée Ankarea | 12° 14′ 18″ sud, 49° 00′ 49″ est 14° 06′ 15″ sud, 47° 48′ 11″ est 13° 23′ 55″ sud, 48° 19′ 07″ est 13° 28′ 58″ sud, 48° 14′ 12″ est 12° 16′ 30″ sud, 49° 30′ 36″ est 13° 31′ 30″ sud, 47° 51′ 36″ est 12° 53′ 24″ sud, 48° 36′ 18″ est |        |